# Нусайбин
Нусайбин (на турски: Nusaybin; на кюрдски: Nisêbîn; на сирийски: ܢܨܝܒܝܢ Niṣībīn; на арабски: نصيبين; на арменски: Մծուրն,Մծբին – Мцбин) е град, център на община и административен център на околия Нусайбин, във вилает Мардин, разположен в Турски Кюрдистан, югоизточна Турция. Намира се до границата със Сирия, срещу град Камишли. Според оценки на Статистическия институт на Турция към 31 декември 2018 г. населението на града е 79 920 души.

## Население
Численост на населението според оценки на Статистическия институт на Турция през годините, към 31 декември:
- 84 420 души (2009)
- 90 389 души (2013)
- 79 920 души (2018)